# 筑波観光鉄道筑波山鋼索鉄道線

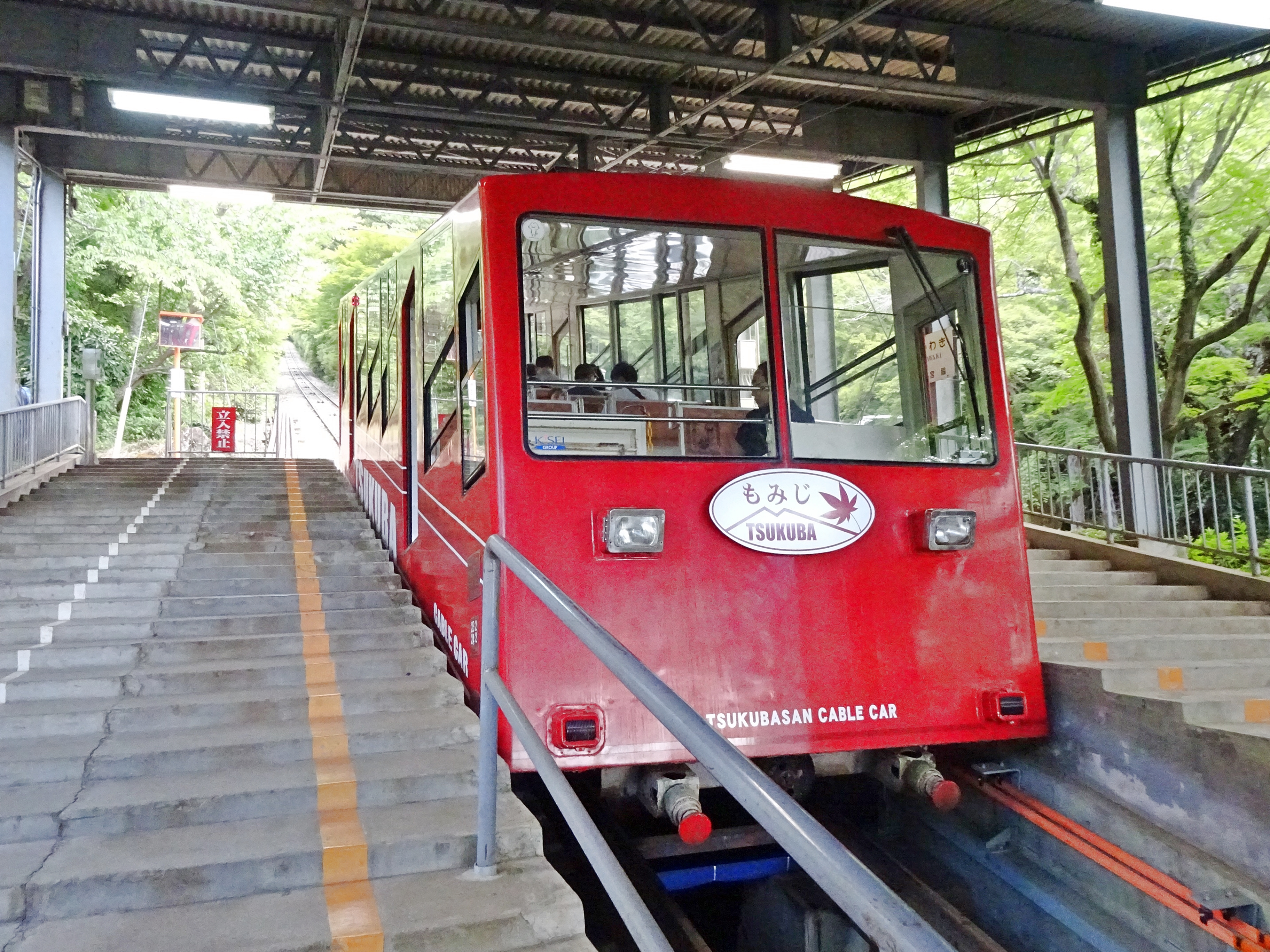
筑波山ケーブルカー「もみじ」

筑波山鋼索鉄道線（つくばさんこうさくてつどうせん）は、茨城県つくば市の宮脇駅から筑波山頂駅に至る筑波観光鉄道（京成グループ）のケーブルカーである。通称は筑波山ケーブルカー。

## 概要
関東地方では箱根登山ケーブルカーに次いで2番目に古いケーブルカー路線である。
筑波山の西方の峰、男体山を登る路線で、宮脇駅は筑波山中腹の筑波山神社拝殿脇に、筑波山頂駅は男体山山頂近くの御幸ヶ原にある。線路は途中西方へカーブしており、両駅の間に約90度の角度があるのがケーブルカーとしては大きな特徴。途中、難工事を要した斑れい岩のトンネル（長峰トンネル、全長118 m）を通過する。
また、筑波山頂駅近くにはコマ展望台がある。十二角柱の3階建ての建物で屋上は展望台だが、レストランのある2階が円形となっており、360度の景色を見渡せる。かつては回転レストランとして営業していたが、現在は回転していない。
ケーブルカーでは車内電源用として架線が張ってあることが多いが、当路線は近隣にある気象庁地磁気観測所での地磁気観測に影響を及ぼすため架線を張らず、車内電源は車載の蓄電池によりまかなっている。ただし、駅構内にのみ交流100 Vの第三軌条を敷設し、自動ドア作動用の電源としている。

## 路線データ
- 路線距離（営業キロ）：1.634 km[3]
- 軌間：1,067 mm
- 駅数：2駅（起終点駅含む）
- 高低差：495 m
- 方式:単線釣瓶式[3]
- 最高時速：12 km[3]

## 運行形態
20分間隔で運行。多客時には連続運転を行う。宮脇 - 筑波山頂間の所要時間は8分。始発は9時前後、終発は17時前後であり、季節・曜日により異なる。

## 車両

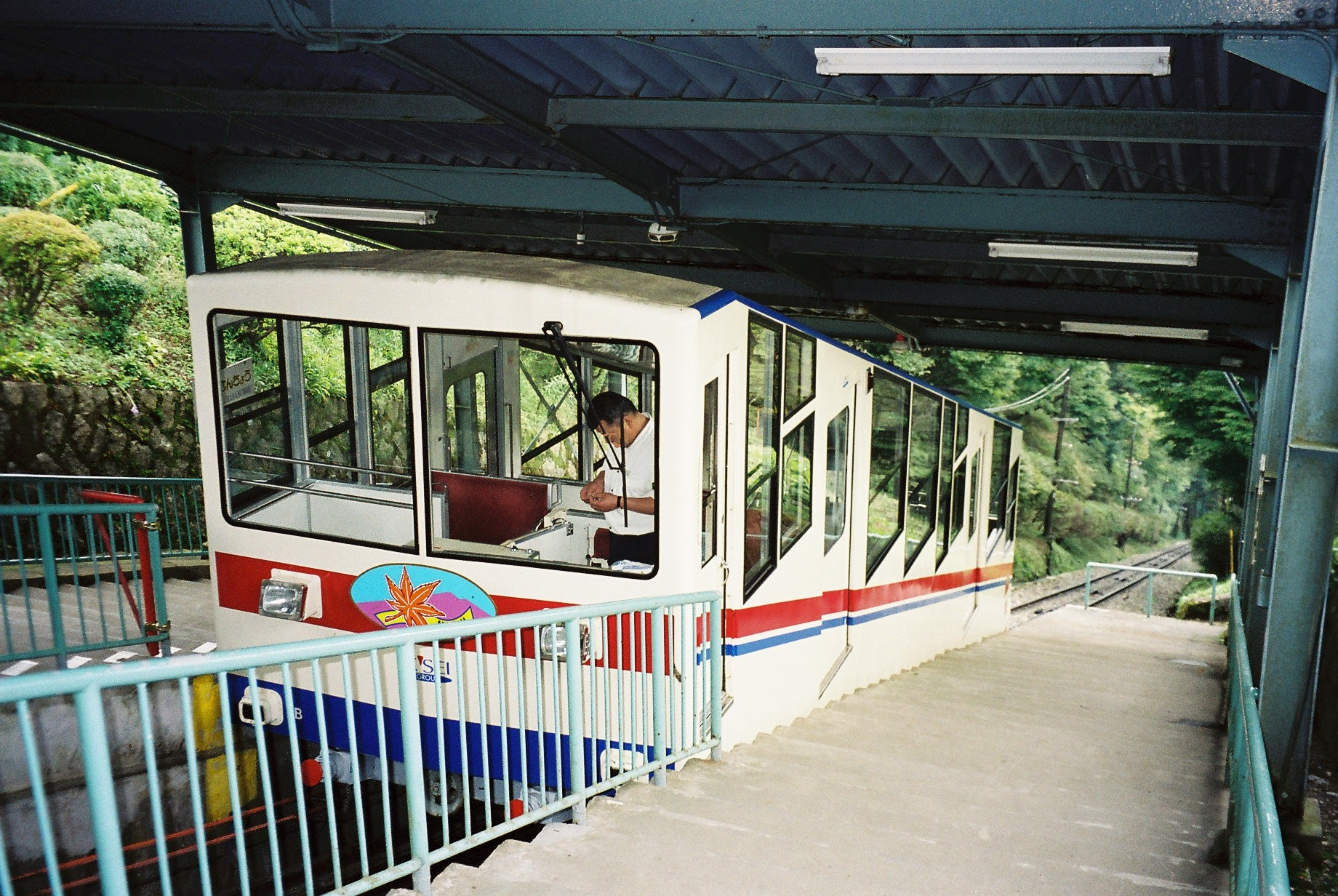
旧塗装時代（2002年9月）

現在の車両は3代目で、1995年に大栄車輌で製造されたものであり、定員は107名（車掌含む）である。愛称は「つつじ」と「もみじ」であったが、2005年2月頃に塗装を赤色と緑色に変更し、同時に愛称も「つつじ」を「わかば」に変更している。旧塗装は親会社である京成電鉄の3400形に似た白地に赤と青帯の塗装であった。
開業時に導入した初代車両はA・Bの2両で、車体が日本車輌製造製の木造車体、台車・非常制動装置はテオドル・ベル製であった。戦後の再開時に導入した2代目車両は番号が同じくA・Bで「つつじ」「もみじ」の愛称が付き、塗装は京成電鉄の「赤電」に準じたものだった。

## 歴史
- 1922年（大正11年）11月16日 筑波登山鉄道に対し鉄道免許状下付[4]。
- 1923年（大正12年）
  - 4月14日 筑波山鋼索鉄道設立[5]。
  - 4月18日 筑波登山鉄道から筑波山鋼索鉄道への社名変更届出[6]。
- 1925年（大正14年）10月12日 営業開始[7]。
- 1944年（昭和19年）2月11日 不要不急線として廃止[3]。
- 1952年（昭和27年）8月28日 筑波山鋼索鉄道に地方鉄道免許[5]。
- 1954年（昭和29年）11月3日 営業再開[5]。
- 1985年（昭和60年）4月26日 昭和天皇が国際科学技術博覧会視察後に筑波山に行啓。お召し運転を実施[8]。
- 1995年（平成7年）
  - 1月17日 車両更新のため営業を休止[9]。
  - 3月1日 営業を再開[9]。3代目車両運行開始。
- 1999年（平成11年）10月1日 筑波山鋼索鉄道が筑波山ロープウェーを合併し筑波観光鉄道に社名変更[3]。ただし、路線名は合併後も筑波山鋼索鉄道線のままである[5]。
- 2015年（平成27年） 「筑波山ケーブルカー」は「コンクリート覆工隧道や90度に方向転換する路線設定など大正期の最新技術を駆使し建設され、今尚、筑波山観光の重要な交通施設」として、土木学会選奨土木遺産に選ばれる[10]。

## 駅一覧
- 宮脇駅（みやわきえき） （標高305 m）[3]
- 筑波山頂駅（つくばさんちょうえき）（標高800 m）[3]

宮脇駅では、PASMOを含む交通系ICカード全国相互利用サービス対応カード9種類により、乗車券引き換えが可能（電子マネー扱いであり、PiTaPaは利用不可）。
| 宮脇駅（2006年4月） |  | 筑波山頂駅（2008年6月） |
| 宮脇駅（2006年4月） |  | 筑波山頂駅（2008年6月） |

## 接続路線
両駅とも直接連絡している鉄道路線はなく、バスなどによる連絡となる。
- 宮脇駅：つくばエクスプレスつくば駅（つくばセンター）から筑波山シャトル「筑波山神社入口」バス停下車。徒歩約17分。
- 筑波山頂駅：筑波山ロープウェイの女体山駅までは徒歩15分。

交通アクセスは「筑波山」の項目も参照。

## 輸送実績
| 年度 | 旅客輸送人員（千人） |
| ---- | -------------------- |
| 1958 | 428                  |
| 1963 | 761                  |
| 1966 | 649                  |
| 1970 | 534                  |
| 1979 | 475                  |
| 1990 | 501                  |
| 2000 | 323                  |

- 私鉄統計年報各年版、民鉄主要統計『年鑑世界の鉄道』1983年『年鑑日本の鉄道』1993.2003年